# Lijst van voetbalinterlands Antigua en Barbuda - Dominica
Deze lijst van voetbalinterlands is een overzicht van alle officiële voetbalwedstrijden tussen de nationale teams van Antigua en Barbuda en Dominica. De landen speelden tot op heden elf keer tegen elkaar. De eerste ontmoeting was een kwalificatiewedstrijd voor het Wereldkampioenschap voetbal 1998 op 10 maart 1996 in Roseau. Het laatste duel, een groepswedstrijd tijdens de CONCACAF Nations League 2024/25, vond plaats in Santiago (Dominicaanse Republiek) op 19 november 2024.

## Wedstrijden
| №  | Plaats         | Datum            | Competitie                      | Wedstrijd                     | Uitslag |
| -- | -------------- | ---------------- | ------------------------------- | ----------------------------- | ------- |
| 1  | Roseau         | 10 maart 1996    | WK 1998 kwalificatie            | Dominica − Antigua en Barbuda | 3 − 3   |
| 2  | Saint John's   | 31 maart 1996    | WK 1998 kwalificatie            | Antigua en Barbuda − Dominica | 1 − 3   |
| 3  | Port of Spain  | 24 juli 1998     | Caribbean Cup 1998              | Dominica − Antigua en Barbuda | 1 − 2   |
| 4  | Pointe-à-Pitre | 14 maart 1999    | Caribbean Cup 1999 kwalificatie | Antigua en Barbuda − Dominica | 1 − 1   |
| 5  | Roseau         | 19 februari 2000 | Vriendschappelijk               | Dominica − Antigua en Barbuda | 2 − 0   |
| 6  | Road Town      | 29 april 2000    | Vriendschappelijk               | Antigua en Barbuda − Dominica | 3 − 2   |
| 7  | Saint John's   | 3 september 2006 | Vriendschappelijk               | Antigua en Barbuda − Dominica | 1 − 0   |
| 8  | Saint John's   | 12 november 2010 | Caribbean Cup 2010 kwalificatie | Antigua en Barbuda − Dominica | 0 − 0   |
| 9  | Saint John's   | 15 maart 2015    | Vriendschappelijk               | Antigua en Barbuda − Dominica | 1 − 0   |
| 10 | Piggotts       | 7 september 2024 | CONCACAF Nations League 2024/25 | Dominica − Antigua en Barbuda | 2 − 1   |
| 11 | Santiago       | 19 november 2024 | CONCACAF Nations League 2024/25 | Antigua en Barbuda − Dominica | 0 − 0   |

## Samenvatting
| Competitie                 | Totaal gespeeld | Winst Antig. en Barb. | Gelijk | Winst Dominica | Doelsaldo Antig. en Barb. – Dominica |
| -------------------------- | --------------- | --------------------- | ------ | -------------- | ------------------------------------ |
| WK-kwalificatie            | 2               | 0                     | 1      | 1              | 4 − 6                                |
| CONCACAF Nations League    | 2               | 0                     | 1      | 1              | 1 − 2                                |
| Caribbean Cup              | 1               | 1                     | 0      | 0              | 2 − 1                                |
| Caribbean Cup-kwalificatie | 2               | 0                     | 2      | 0              | 1 − 1                                |
| Vriendschappelijk          | 4               | 3                     | 0      | 1              | 5 − 4                                |
| Totaal                     | 11              | 4                     | 4      | 3              | 13 − 14                              |

Wedstrijden bepaald door strafschoppen worden, in lijn met de FIFA, als een gelijkspel gerekend.